# Maximilian Jagielski (Verleger)
Maximilian Jagielski (* 1828 in Posen; † 25. September 1876) war ein polnischer Verleger in Berlin und Posen.

## Leben und Wirken
Möglicherweise war der in Posen geborene Medizinalrat Josef Anton (Józef Antoni) Jagielski (1792–1865) sein Vater. Nach der Aufspaltung der Nicolaischen Buchhandlung in Berlin übernahm Maximilian am 1. Juli 1858 das Sortimentsgeschäft, das fortan unter dem Namen Nicolai'sche Sortimentsbuchhandlung (M. Jagielski) firmierte. Diese bestand neben der Nicolaischen Verlagsbuchhandlung (Gustav Parthey).
Zwei Jahre später verlegte Jagielski das Hauptgeschäft zunächst nach Posen. Im August 1862 verkaufte er die Berliner Buchhandlung an Ernst Schweigger, der sie zum 1. Januar 1863 an Friedrich Wreden und Fritz Borstell weiterverkaufte, die sie als Nicolai'sche Buchhandlung (Wreden & Borstell) fortführten. Jagielski behielt aber das Verlagsgeschäft und die Posener Buchhandlung, nun unter dem Namen M. Jagielski.
1864 übernahm er die Filialbuchhandlung von Ernst Siegfried Mittler in Posen, die er mit seiner vereinte und bis 1874 betreibt. Ein Jahr nach dem Tod seiner Frau Rosalie, geb. Braun, stirbt Maximilian Jagielski, vermutlich ebenfalls in Posen, wo er bis zuletzt lebte.
Maximilian Jagielski verlegte Bücher mit belletristischen, historischen und medizinischen Inhalten in deutscher und polnischer Sprache.